# Giv'at Ela
Giv'at Ela (hebrejsky גִּבְעַת אֵלָה, anglicky Givat Ela, v oficiálním seznamu sídel Giv'at Ela) je vesnice typu společná osada (jišuv kehilati) v Izraeli, v Severním distriktu, v Oblastní radě Jizre'elské údolí.

## Geografie
Leží v Dolní Galileji, v nadmořské výšce 265 metrů, na okraji pohoří Harej Nacrat (Nazaretské hory). Jižně od města vystupuje zalesněný vrch Giv'at Timrat. Na jihozápadě terén zvolna klesá směrem k Jizre'elskému údolí. Západně od obce stojí pahorek Giv'at Bar, na východní straně od vesnice je to kopec Giv'at Cefach. Na severu pokračuje zvlněná krajina, kterou protéká vádí Nachal Cipori.
Vesnice se nachází cca 5 kilometrů severozápadně od Nazaretu, cca 85 kilometrů severovýchodně od centra Tel Avivu a cca 25 kilometrů jihovýchodně od Haify. Giv'at Ela obývají Židé, přičemž osídlení v tomto regionu je převážně arabské. Rozkládají se tu četná sídla obývaná izraelskými Araby, včetně aglomerace Nazaretu, která k vesnici zasahuje městem Ilut (necelé 2 kilometry východním směrem). Mezi nimi jsou ale rozptýleny menší židovské vesnice, které zde vytvářejí územně souvislý blok (obsahuje dále vesnice ha-Solelim, Cipori, Alon ha-Galil, Chanaton, Hoša'aja a Šimšit)
Giv'at Ela je na dopravní síť napojen pomocí lokální silnice číslo 7626, jež vede k západu, přes sousední arabské město Zarzir a ústí do dálnice číslo 77.

## Dějiny
Giv'at Ela byl založen v roce 1988. Jménem navazuje na sousední arabské město Ilut. Iniciativa k založení této nové obce vzešla od vedení Oblastní rady Jizre'elské údolí. V první fázi se tu usadilo cca 200 rodin. V roce 2003 už zde žilo 1750 lidí. Plánovalo se rozšíření o 180 bytových jednotek, které měly vyrůst ve dvou etapách.
V obci funguje zařízení předškolní péče o děti a základní škola, kam dojíždějí i žáci z okolních vesnic. Je tu k dispozici plavecký bazén, knihovna, společenské centrum, zdravotní ordinace, obchod a synagoga.

## Demografie
Obyvatelstvo v Giv'at Ela je sekulární. Podle údajů z roku 2014 tvořili naprostou většinu obyvatel v Giv'at Ela Židé (včetně statistické kategorie "ostatní", která zahrnuje nearabské obyvatele židovského původu ale bez formální příslušnosti k židovskému náboženství).
Jde o menší sídlo s dlouhodobě stagnující populací. K 31. prosinci 2014 zde žilo 1845 lidí. Během roku 2014 populace stoupla o 3,2 %.
| Rok            | 1995  | 2001  | 2003  | 2004  | 2005  | 2006  | 2007  | 2008  | 2009  | 2010  | 2011  | 2012  | 2013  | 2014  |
| -------------- | ----- | ----- | ----- | ----- | ----- | ----- | ----- | ----- | ----- | ----- | ----- | ----- | ----- | ----- |
| Počet obyvatel | 1 548 | 1 680 | 1 718 | 1 680 | 1 673 | 1 674 | 1 686 | 1 670 | 1 566 | 1 600 | 1 623 | 1 685 | 1 787 | 1 845 |